# Preigney
Preigney ist eine Gemeinde im französischen Département Haute-Saône in der Region Bourgogne-Franche-Comté.

## Geographie
Preigney liegt auf einer Höhe von 310 m über dem Meeresspiegel, sechs Kilometer südlich von Vitrey-sur-Mance und etwa 33 Kilometer westnordwestlich der Stadt Vesoul (Luftlinie). Das Dorf erstreckt sich im nordwestlichen Teil des Départements, in einer Mulde auf dem Hochplateau, das zu den östlichen Ausläufern des Plateaus von Langres gehört, zwischen den Taleinschnitten von Ougeotte im Norden und Sorlière im Süden.
Die Fläche des 12,18 km² großen Gemeindegebiets umfasst einen Abschnitt des Plateaus von Langres westlich des oberen Saônetals. Der Hauptteil des Gebietes wird vom Hochplateau von Preigney eingenommen, das durchschnittlich auf 320 m liegt. Es wird überwiegend landwirtschaftlich genutzt, doch gibt es auch größere Waldflächen, besonders entlang der Gemeindegrenzen. In geologisch-tektonischer Hinsicht besteht die Hochfläche aus einer Wechsellagerung von sandig-mergeligen und kalkigen Sedimenten, die zur Hauptsache während der Lias (Unterjura) abgelagert wurden. Südlich von Preigney beginnt die Talmulde der Sorlière, die für die Entwässerung des Gebietes über die Gourgeonne zur Saône sorgt. Sie wird zum Étang de Cintrey-Preigney (Naherholungsgebiet) aufgestaut.
Flankiert wird Preigney im Norden von der Hochfläche des Charaumont und des Bois de Montigny, im Osten vom Höhenrücken des Grand Bois, auf dem mit 372 m die höchste Erhebung von Preigney erreicht wird. Er gehört zur Forêt Domaniale de Cherlieu. Nach Nordosten erstreckt sich das Gemeindeareal in das Quellgebiet des Ruisseau de Cherlieu.
Nachbargemeinden von Preigney sind Chauvirey-le-Vieil im Norden, Montigny-lès-Cherlieu im Osten, Melin und Malvillers im Süden sowie Cintrey im Westen.

## Geschichte
Im Mittelalter gehörte Preigney zur Freigrafschaft Burgund und darin zum Gebiet des Bailliage d’Amont. Seit 1196 teilte das nahegelegene Kloster Cherlieu die Herrschaft über den Ort mit einem weltlichen Herrscher. Zu Beginn des 16. Jahrhunderts erhielten die Bewohner gewisse Freiheitsrechte zugesprochen. Zusammen mit der Franche-Comté gelangte Preigney mit dem Frieden von Nimwegen 1678 definitiv an Frankreich.

## Sehenswürdigkeiten
Die Dorfkirche von Preigney wurde im 18. Jahrhundert neu erbaut. Sie beherbergt eine Statue Notre-Dame de Cherlieu aus dem 15. Jahrhundert, die vom Kloster Cherlieu hierher transferiert wurde, sowie Gemälde aus dem 18. Jahrhundert. Im Dorf steht ein Lavoir aus dem 19. Jahrhundert, das einst als Waschhaus und Viehtränke diente. Das runde Becken wird auf einer Seite von einer Steinwand geschützt und ist überdacht.

## Bevölkerung
| Jahr                       | 1962 | 1968 | 1975 | 1982 | 1990 | 1999 | 2006 |
| Einwohner                  | 199  | 180  | 148  | 101  | 103  | 103  | 136  |
| Quellen: Cassini und INSEE |      |      |      |      |      |      |      |

Mit 115 Einwohnern (1. Januar 2022) gehört Preigney zu den kleinen Gemeinden des Département Haute-Saône. Nachdem die Einwohnerzahl in der ersten Hälfte des 20. Jahrhunderts deutlich abgenommen hatte (1881 wurden noch 477 Personen gezählt), wurde seit Beginn der 1990er Jahre wieder ein leichtes Bevölkerungswachstum verzeichnet.

## Wirtschaft und Infrastruktur
Preigney war bis weit ins 20. Jahrhundert hinein ein vorwiegend durch die Landwirtschaft (Ackerbau, Obstbau und Viehzucht) und die Forstwirtschaft geprägtes Dorf. Heute gibt es einige Betriebe des lokalen Kleingewerbes. In den letzten Jahrzehnten hat sich das Dorf zu einer Wohngemeinde gewandelt. Viele Erwerbstätige sind deshalb Wegpendler, die in den größeren Ortschaften der Umgebung ihrer Arbeit nachgehen.
Die Ortschaft ist verkehrstechnisch gut erschlossen. Sie liegt nahe der Hauptstraße N19, die von Vesoul nach Langres führt. Weitere Straßenverbindungen bestehen mit Vitrey-sur-Mance, Cintrey, Malvillers und Montigny-lès-Cherlieu.